# Dongxing (köpinghuvudort i Kina, Heilongjiang Sheng, lat 46,38, long 127,86)
Dongxing (kinesiska: 东兴, 东兴镇) är en köpinghuvudort i Kina. Den ligger i provinsen Heilongjiang, i den nordöstra delen av landet, omkring 120 kilometer nordost om provinshuvudstaden Harbin. Antalet invånare är 41 688. Befolkningen består av 20 262 kvinnor och 21 426 män. Barn under 15 år utgör 12,0 %, vuxna 15-64 år 81 %, och äldre över 65 år 6,0 %.
Runt Dongxing är det ganska tätbefolkat, med 86 invånare per kvadratkilometer. Dongxing är det största samhället i trakten. Omgivningarna runt Dongxing är en mosaik av jordbruksmark och naturlig växtlighet.
Genomsnittlig årsnederbörd är 884 millimeter. Den regnigaste månaden är juli, med i genomsnitt 187 mm nederbörd, och den torraste är januari, med 9 mm nederbörd.